# Synaxiidae
Synaxiidae is een familie van kreeftachtigen uit de klasse van de Malacostraca